# Over rozen
Over rozen is een Nederlandse film van de regisseur Remy van Heugten. De film was het eindexamenwerk van deze regisseur. Hij won met deze film de AVRO-Nassenstein prijs voor beste film van de NFTA en een Tuschinski Film Award. Daarnaast werd de film ook genomineerd voor een Studenten Academy Award door de Academy of Motion Picture Arts and Sciences.

## Verhaal
De film is een tragikomedie over het leven van Nandi, een Indiase rozenverkoper in het Amsterdamse nachtleven. In brieven aan zijn familie in India schrijft hij dat hij een bloeiende carrière heeft opgebouwd in de grootste industriesector van Nederland, de bloemenhandel. Het leven is in werkelijkheid echter een stuk minder rooskleurig. Hij heeft een extravagant uitgaansleven en heeft hier bovendien de vrouw van zijn leven ontmoet...

## Rolverdeling
| Acteur                | Personage  | Opmerkingen |
| --------------------- | ---------- | ----------- |
| Narsingh Balwantsingh | Nandi      | Hoofdrol    |
| Ivo Chundro           | Sanjay     |             |
| Noor Denteneer        | Kelly      |             |
| Hugo Koolschijn       | Koppelbaas |             |
| Guido Pollemans       | Arthur     |             |